# Hohe Schaar

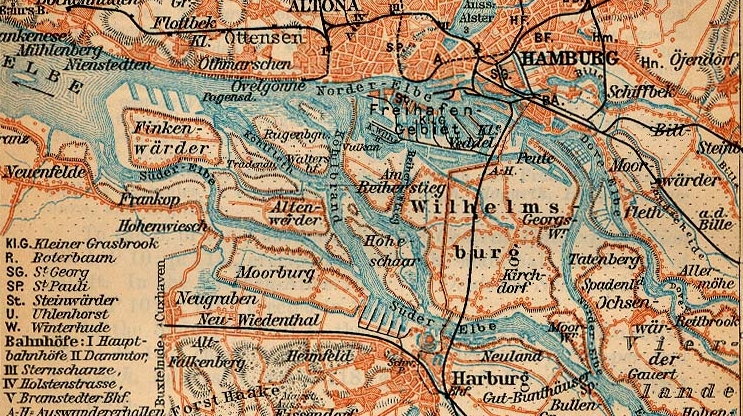
Die Hohe Schaar in der Bildmitte um 1915

Die Hohe Schaar ist eine Hamburger Elbinsel im Stadtteil Wilhelmsburg. Ursprünglich zwischen Süderelbe, Köhlbrand, Rethe und Reiherstieg gelegen, ist sie heute Teil des Hamburger Hafens.

## Geografie
Im Norden liegen an der Rethe Blumensandhafen und Kattwykhafen, an der Westseite liegt zur Süderelbe hin der Hohe-Schaar-Hafen. Zahlreiche Hafenbetriebe sind auf der Hohen Schaar angesiedelt, darunter DHL Freight, verschiedene Tanklagerbetriebe, etwa Oiltanking Tanklager Hamburg, DB Schenker sowie das BLG-Autoterminal an der Nordspitze, die die Kattwyk-Halbinsel bildet.

## Verkehrsanbindung
Die Hohe Schaar ist im Norden über die neue Rethe-Klappbrücke, im Westen über die Kattwykbrücke sowie im Südosten über die Hohe-Schaar-Straße angebunden.
Auf der Hohen Schaar liegt auch der Bahnhof Hohe Schaar der Hafenbahn Hamburg.